# Liste des gouverneurs des Îles Mariannes du Nord
Le gouverneur des Îles Mariannes du Nord (en anglais : Governor of the Northern Mariana Islands) est le dirigeant de l'exécutif du territoire américain des Îles Mariannes du Nord.

## Élection
Le gouverneur est élu au suffrage universel direct pour un mandat de quatre ans. Pour se présenter, un candidat doit avoir trente-cinq ans révolus et résider depuis au moins dix ans sur le territoire. Nul ne peut être élu gouverneur plus de deux fois.
Un lieutenant-gouverneur est élu en même temps que le gouverneur. 

## Histoire
La fonction est créée en 1978, lors de l'entrée en vigueur de la constitution du territoire, approuvée par référendum en 1977.

## Liste
| Nom                         | Portrait | Du               | Au               | Parti                                    |
| --------------------------- | -------- | ---------------- | ---------------- | ---------------------------------------- |
| Carlos S. Camacho           |          | 9 janvier 1978   | 11 janvier 1982  | Démocrate                                |
| Pedro Tenorio               |          | 11 janvier 1982  | 9 janvier 1990   | Républicain                              |
| Lorenzo I. De Leon Guerrero |          | 9 janvier 1990   | 9 janvier 1994   | Républicain                              |
| Froilan Tenorio             |          | 9 janvier 1994   | 12 janvier 1998  | Démocrate                                |
| Pedro Tenorio               |          | 12 janvier 1998  | 14 janvier 2002  | Républicain                              |
| Juan N. Babauta             |          | 14 janvier 2002  | 5 janvier 2006   | Républicain                              |
| Benigno Fitial              |          | 5 janvier 2006   | 20 février 2013  | Parti du pacte Républicain (depuis 2011) |
| Eloy Inos                   |          | 20 février 2013  | 29 décembre 2015 | Républicain                              |
| Ralph Torres                |          | 29 décembre 2015 | 9 janvier 2023   | Républicain                              |
| David M. Apatang            |          | 23 juillet 2025  | en cours         | Indépendant                              |